# Abrochia humilis
Abrochia humilis là một loài bướm đêm thuộc phân họ Arctiinae, họ Erebidae.